# Гара Ангиста
Гара Ангиста (на гръцки: Σταθμός Αγγίστης, Статмос Ангистис) е гара в Гърция, дем Зиляхово, област Централна Македония, около която се е развило селище с 324 жители към 2001 година.

## География
Селото е в историко-географската област Зъхна, на десния бряг на Драматица (Ангитис), на пет километра северно от село Ангиста, срещу Гара Драчево.

## История
На 1 km североизточно от Гара Ангиста са развалините на средновековната крепост Палиокостра, идентифицирана с известния от историческите източници град Панакас.